# Bandar Tengah
Bandar Tengah is een bestuurslaag in het regentschap Serdang Bedagai van de provincie Noord-Sumatra, Indonesië. Bandar Tengah telt 8356 inwoners (volkstelling 2010).